# 感受性訓練
感受性訓練（かんじゅせいくんれん、英語: Sensitivity training、ST）とは、人が自らの先入観をより強く認識し、自己及び他者に対してより理解のある人間になること、人間関係への洞察力を深めることを目標とする一つの訓練の形である。
参加者同士で語り合い、集団の相互作用を学習者自身が体験し、それを通じて人間関係を学び、対人的共感性を高めていく集中的グループ体験、グループ・セラピー、ラボラトリー・メソッドによる体験学習（体験学習によるトレーニング）、態度・行動変容の技法として位置づけられている能力訓練法、個人変容の技法である。
集団での体験学習における自分自身の体験を通して学ぶラボラトリー・トレーニングには、課題が設定されていない「非構成的な体験」を伴うトレーニングと、課題が設定されている「構成的な体験」を伴うトレーニングがあるが、感受性訓練は非構成的なトレーニングである。（本記事では感受性訓練・Tグループを中心に、非構成的ラボラトリー・トレーニングに触れる。）1946年にアメリカで行われたワークショップにおける偶然の出来事に端を発して研究されるようになり、ラボラトリー・トレーニングは、スタイルが確立した1948年以降、アメリカ国内をはじめ世界中に広まった。今日では、学習的指向の強いものから治療的指向の強いものまで、幅広く行われている。
組織開発の技法として位置づけられることもあり、管理職研修・人材開発などに活用されてきた。日本のビジネスの世界では、パーソナリティの変容をもたらす即効的な教育訓練と安易に捉えられ、1960-70年代に企業向けの社員教育として広まったが、人間を道具として捉え、効率的な社員に改造するテクニックという理解も見られるなど、歪んだ形で流行した。社員に「猛烈さ」を身につけさせ、企業戦士を生み出すために操作的なアプローチが取られ、「しごき」に似たトレーニングが行われたり自殺者が出るなど、多くの問題を引き起こした。

## 用語
Tグループ、感受性訓練、エンカウンター・グループ、グループ・エンカウンター、ラボラトリートレーニング、人間関係トレーニング、リーダーシップトレーニングなどは、同じものと捉えられることも多いが、厳密には違いもあり、区別されることもある。
エンカウンターとは、他者との有意義な「出会い体験」であり、具体的には、「本音と本音のぶつかり合い（自己開示）」や深い「心と心の交流」を意味する。
Tグループは、狭義には知らない者どうして構成されたグループ、またはそのグループで行うテーマやプログラムのない非構成的なセッションそのものを指し、セッションを通して自分自身やグループの人間関係について学ぶ。一般的に90分前後で1セッションが構成される。広義には、Tグループセッションを含めた数日の一連のプログラム、またはTグループのセッションを中心にした人間関係トレーニングを指す。ラボラトリー・トレーニング全体を指す言葉としても使われる。
感受性訓練は、Tグループ、エンカウンターグループと呼ばれる10人程のメンバーで合宿し、トレーナー（ファシリテーター）の支援を受けつつ、構成された進行に従うのではなく、自主的で自由な討論を行い、この体験を通して自分の感情が他人に与える影響や、他人との交流の仕方などを感覚的に学ぶ。参加者同士の直接的なフィードバックだけで進められる特殊な研修であり、ファシリテーターがグループの雰囲気や人間関係を見ながら巧みに舵を取る必要があり、熟練した高い専門性が必要とされる。感受性訓練は人間行動の知的な理解、知識や技術の習得よりも、情緒的な過程の理解が重視される。社会的な感受性、行動の柔軟性などの体得を目指す。集団をリードする役割は「トレーナー」と呼ばれていた。
ラボラトリー・トレーニングは感受性訓練の基礎になったもので、現在では、集団力学（グループ・ダイナミクス）に焦点を当ててリーダーシップの開発や組織開発のために実施される訓練を指して使われることが一般的である。ラボラトリーを邦訳すると「実験室」になり、参加者が実験台になるようにイメージされがちだが、参加者自身が体験に学ぶ「試みの場」という意味である。
1960年代から70年代前半にかけて、アメリカでは自己成長・自己実現をめざす集中的グループ体験が流行した。エンカウンター・グループは、広義にはTグループや感受性訓練などの集中的グループ体験のムーブメントや、こうした集中的グループ体験、そのために構成されたグループの総称として用いられる。こうしたムーブメントや集中的グループ体験は、グループ・エンカウンターとも呼ばれる。エンカウンター・グループは、狭義には心理学者カール・ロジャーズが提唱した技法を指し、自由度の高いベーシック・エンカウンター・グループと、予防的・開発的カウンセリングの技法である構成的エンカウンターグループがある。クライエント中心療法を開発したロジャーズが、1960年代にTグループをベーシック・エンカウンター・グループに発展させた。ロジャースのエンカウンターグループも感受性訓練・Tグループも、準備された課題は与えられない状況で、グループでの対話、行動、感情のぶつかり合い、互いに受け入れたり拒否したり、解釈したり理解したりする過程を通し、対人関係スキルの向上や人間的な成長を図ることを重視する。集団をリードする役割は「ファシリテーター（学習促進者、学習支援者）」と呼ばれる。
本来Tグループ・感受性訓練に明確なテーマは与えられないが、学校で体験学習として行う場合、テーマと大まかな手順が与えられる。

## 前史
もともとエンカウンター（出会い）という考え方は、20世紀初頭のヨーロッパの社会学者や哲学者に見られたものである。地縁・血縁などにより自然発生した社会（ゲマインシャフト）ではなく、利害関係に基づいて人為的に作られた社会（ゲゼルシャフト）において深刻化する疎外状況を憂慮し、真の人間性の回復が待望されていた。マルチン・ブーバーは「現代社会の発展は、人間が互いに顔を突き合わせ、深い関係を持つ機会を抹消してしまった」と述べ、それは重度の社会病理であり、人間の親密さが再び発見されることで回復するとした。多くの人がそれに賛同したが、具体的な方策はわからず、おそらく新しい社会形態や新しい儀式の開発が解決策になるだろうと考えた。オーストリアの精神科医ジェイコブ・レヴィ・モレノは1910年に、その答えとして、セラピストが監督となりメンバーが自発的に場面を演じて情動を表現するサイコドラマ（心理劇）開発した。従来のセラピーのように行動化したいという欲求を抑制するのではなく、安全な環境を用意して行動化させ、洞察だけでなく浄化（カタルシス）を目指した初めてのセラピー形式だった。モレノは人間の自発性を強調し、心理劇は非人間化に対する解毒剤になると考えていた。
感受性訓練（ST）は、サイコドラマや、1930年代にアメリカで生まれたアルコホーリクス・アノニマス（AA）が先駆となっている。

## 概要
社会心理学者クルト・レヴィンの集団力学に端を発し、彼の「場の理論」が背景にある。1940年代後半のアメリカでは、地域の問題を地域の代表者が集団で討論することが行われており、1946年に、コネチカット州ニューブリテンの州立教育大学で、雇用公正（ユダヤ人の雇用差別撤廃）に関して、ソーシャルワーカー、教育関係者、産業界の人間や一般市民といった地元民が参加する、公正雇用実施法の正しい理解と尊重を促進する地域社会のリーダー養成、人間関係能力の向上のためのワークショップを開催した。主催者団体はマサチューセッツ工科大学(MIT)のグループ・ダイナミックス研究所とコネチカット州教育局人種問題委員会で、運営者の多くがグループ・ダイナミックス研究所に関係のある研究者だった。研究主任のレヴィンをはじめ、大部分が心理劇やソシオメトリーの訓練を受けており、グループでの討論や、心理劇を応用したビジネスライクで退屈なセッションも行われ、全てのセッションを離れたところから研究者が観察していた。参加者がワークショップの効果を評価するスタッフミーティングへの参加を希望し、研究者たちは出席させることに決めた。これが重大な意味を持つことになった。
研究者たちはビデオ撮影した様子を見ながら話し合っていたが、参加者が研究者の解釈と自分たちの体験は少し違うのではないかと言い出し、その日の議論について話が弾み、研究者たちはワークショップの評価の内容を話し、参加者は自分の行動がどう評価されていたか直接フィードバックを受けることになり、自分たちの話し合いのあり方、自分たちの対人関係のつくり方、グループでの議論の仕方をどう改善したらいいかなどについて3時間も語り合い、その人自身や他の人の行動、そのグループの集団行動について深い理解が得られた。
その時ははっきりと何が起こったのかわからなかったが、徐々に主催者たちは、焦点を議題からグループ自体に移したことで、グループが彼ら自身の対人関係の個人的なスタイルを見る鏡になり、人間関係の葛藤やコミュニケーションに関する実験室になっていること、これが新しい発見であることに気付いた。「メンバーが、自分自身の行動やそれがまわりに与える影響などについて、データを把握し、防衛的にならずに、それらのデータを考察することができるようになれば、自分自身、他者への反応、他者の行動、集団行動などについて、有意味な学習ができる」という新しい学習方法が発見されたのである。これが感受性訓練、Tグループ誕生のきっかけになり、安全な場所を作って、いったん社会的立場を置いて参加者が集団で互いに本音で語り合い、抑えつけられていた感情を発散させ、その結果を振り返り、分かち合い、新しいコミュニケーション技能を身に着けるグループがアカデミックに研究されるようになった。このグループの発明に参加した人々は、これを感受性訓練と呼んだ。
翌1947年夏、メイン州べセルにおいて、前記ワークショップと同じスタッフで、特定の問題を話し合う目的ではなく集団での討論を通した学びを目的にした3週間のプログラムが行われ、「基礎的技能トレーニング（basic skills training)」と呼ばれ、のちにラボラトリーメソッドによる学習（体験学習）、Tグループと呼ばれるようになった。
全米教育協会（National Education Association）の一部として、レヴィンの門下生のロナルド・リピットらがナショナル・トレーニング・ラボラトリー（National Training Laboratories、NTL Institute）を設立し、L・P・ブラッドフォード、ケン・ベン、リピットらが1949年に、トレーニング・グループの意味でTグループと名付け、「基礎的技能トレーニング」は「Tグループを中心とする研修（human relations laboratory)」へと発展していった。10人前後のグループにトレーナーが2人付く形で、課題や話題を決めずに語り合い、数日から1週間自然環境の良い場所で開催されていた。
Tグループ・感受性訓練では、現代社会で失われつつ人間性を回復し、自己・他者・集団・相互作用などへの社会的感情性を育て、グループの中に起こっていること（プロセス）に気づく力を育み、そのプロセスへの柔軟な働きかけを可能にする行動力を育てることが目指されていた。また、レヴィンらグループ・ダイナミックスの研究者たちの指導が強くあったことから、いかに民主的な風土を作り出していくことができるか、またそのために社会変革のための推進体（change agent)となるリーダーの養成が目指され、そのためにはどのようなスキルや理論が必要かに注目が集まっていた。
NTLの目玉商品として研究され、リピットらによって、心理、教育、経営、宗教活動などの分野で利用されるようになり、企業の管理職、教育委員会関係者、学校管理者、宗教指導者やソーシャルワーカーなどのトレーニングとして急速に普及していった。陸軍で洗脳研究を行ったエドガー・シャインは、NTLの設立に加わり、Tグループ・感受性訓練に関与し、組織開発・組織心理学の研究を行った。感受性訓練は、1950年代には企業や政府機関で人気になった。セッションを通して自分の感情に触れることで、組織に奉仕する人間になりたくないと感じるようになる「Tグループの落ちこぼれ」（彼らはこう呼ばれていた）もかなりいたため、感受性訓練に有能な管理者を行かせたくないと考える社長もいたが、多くの発見があったと考える参加者も多かったため、1960年代の初めまでには、アメリカの企業の中で広く行われるようになっていた。
L・P・ブラッドフォードは、『感受性訓練―Tグループの理論と方法』（1971年邦訳）で、Tグループの学習観の基盤として次の点を挙げている。
1. 学習の素材が、学習者間の相互作用であること
2. 現在、学習の循環過程と呼ばれている、体験から学ぶための方法
3. 学習内容（自分の動機、感情、態度、自分の行為の他者への影響など）
4. 自己の成長と、グループ（より広くは社会）の発達との協調の可能性
5. Tグループは、相互の影響関係から学びあう学習共同体であること[24]

Tグループはアメリカ東海岸では比較的アカデミックに、または産業訓練として広がった。一方西海岸では、カリフォルニア大学のマーシャクやエスリン研究所などカリフォルニアを中心に、東海岸のNTLのTグループと構造がよく似た、Tグループを用いて個人の感受性を高めることを目的とした感受性訓練、エンカウンターグループが大衆的に流行した。1963年にカリフォルニアにあるエスリン研究所でLSD (薬物)セミナーのリーダーをしていた心理学者のポール・カーツが、専門家の訓練として「グループ・ダイナミックスにおけるリーダーシップ訓練」というワークショップを開いた。続いてエスリン研究所設立者マイケル・マーフィー (作家)はアメリカ経営者協会が主催する若い経営者向けの5日間のTグループのエンカウンター・セッションに招待され、彼はこのワークショップはサイケデリック薬物と同じくらい人間を恍惚とさせるもので、薬物体験よりもっと強い効果のある、個人と宇宙を結びつける「アメリカのヨーガ」であると結論付けた。こうしてエスリン研究所にエンカウンター・グループが導入され、ゲシュタルト療法、ボディワークと共に、エスリン研究所が開発した3つの基本要素の一つとなった。
STとTグループは、今ここの相互作用に注目し、振り返るという点は共通していたが、Tグループが人間関係能力の開発に重点を置き、集団における「個と個の関係」を変えようとするのに対し、西海岸で流行したSTは「自分の対人関係スタイル」を振り返り、自己実現や自己覚知といった各個人の心理的成長に焦点を合わせ、「個」を変えるという傾向があった。これは、西海岸のエンカウンタームーブメントが、人口移動の激しさ、家庭生活の希薄化、宗教の弱体化などの現代アメリカの諸問題に起因する「根なし草」的人間からの脱却を目指して発展したことに起因していると考えられている。
カール・ロジャースに学んだ畠瀬稔によると、1960年代後半の南カリフォルニアでは、この種のグループを中心としたワークショプのセンターが数箇所あり、ほぼ毎日様々なプログラムを提供し、一般に広く認知され多くの人が参加していたという。畠瀬は「そこには、偽りのない自分と他人、いや"人間"というものの発見があった。そして、何よりも"信頼"と"愛"が満ちていた。創造性の開発も、不適応の克服も、人間関係の改善も、ここから始めることができるという実感がみなぎっていた」と当時の様子を語っている。西海岸のエンカウンターは東海岸に比べ、身体的コミュニケーションや身体的表現、「今ここ」での体験への関心が大きく、パールズのゲシュタルト療法の影響が大きい。「個と個の関係」を変えようとするTグループと「個」を変えようとするSTの微妙な違いが、のちに日本で低品質なSTが企業向けに流行し、社員を効率的な人間に変えるための訓練として実施され多くの被害者が出るという悲劇につながることになる。
西海岸のエンカウンタームーブメントは1960年代にはカウンターカルチャーと結びつき、ヒューマンポテンシャル運動の中心だったエスリン研究所を中心に、リゾート体験からフェミニズムの意識高揚（Consciousness raising）グループまで様々な文化に取り入れられ、エスリン研究所はヒューマンポテンシャル運動やニューエイジの重要な拠点となった。エスリン研究所の心理学者ウィリアム・シュルツは、ヒューマンポテンシャル運動の思想をエンカウンター・グループに取り入れており、ヒューマンポテンシャル運動の思想・方法論が教員養成講座や大学講座、企業の管理職訓練に採用されたことで、社会、特に企業の哲学、実践、教育に大きな衝撃を与え、人間の情動の領域に注目し、企業が荒々しい野望や競争の代わりにストレス管理を広く重視するなどの変化を生み出した。
エスリン研究所では、白人と有色人種の男女が参加して人種の垣根をなくすことを目指す人種間エンカウンターが行われており、STは現在も人種差別解消のための訓練として行われている。

## 論争
感受性訓練などの非構成型のラボラトリー・トレーニングに対しては、深刻で継続的な心理損傷を引き起こす可能性があるという科学的な主張がある。スタンフォード大学のアーヴィン・ヤーロムは、感受性訓練、Tグループ、ゲシュタルト療法、サイコドラマといった非構成型のワークショップを同じ時間行って効果を測定し、手法によって効果に差はないが、3分の1に対人関係のスタイルの改善など肯定的変化があり、8%には重大な心理損傷が起こったと結論付けている。手法がパワフルであるがゆえに、重度の害悪をもたらしうるため、実施するファシリテーターの質と倫理観が重要であり、結果の良し悪しはファシリテーターに左右される部分が大きい。
ファシリテーターによっては、参加者への介入がマニュアル的になり、操作的な質問や指示で参加者に自己開示を行わせたり、情動的な反応を引き起こさせて、まるで新しい自己に出会えたかのように感じさせるという、自己啓発セミナー的な操作的トレーニングに成り得る。ラボラトリー方式の体験学習は、自己啓発セミナーのようなセミナーと混同されがちであり、日本に導入された際には初心者ばかりで行ったこともあり、マニュアル的な介入になることがあったようである。日本で行われた企業向けSTでは、操作的アプローチが行われ、心理損傷の問題が顕在化していた。
他にラボラトリー・トレーニングの問題として、効果が持続しない、自由な自己表現の肯定と逸脱した行動の肯定が同一視されやすい、科学的議論ではなく宗教的情熱で推進されているなどの指摘がある。
吉田道雄は、感受性訓練が日本に導入された当初、九州大学での研究・体験を通して、参加者たちを逃げ場のない状況に追い込む感受性訓練の厳しい手法は、アメリカの風土には合うだろうが、日本で同じ効果が期待できるか、仮に効果があるとしても、参加者にマイナスの影響を与えることはないだろうかと懸念を感じたという。日本で普及後の問題については次節を参照のこと。

## 日本
日本では、1949年にイリノイ大学のW・L・Leedzを招いて行われた九州大学のワークショップに始まり、その9年後の1958年、第14回基督教教育世界大会が青山学院大学で開催され、その一環として山梨県清里にて11泊12日でTグループを中心とした人間関係トレーニングが行われた。その後設立された立教大学キリスト教教育研究所（Japan Institute of Christian Education:略称JICE）等を中心に、キリスト教の伝道のための一手法、聖職者向けの研修として、Tグループを用いた人間関係トレーニングが実施されてきた。。大田俊寛は、「大筋として言えば、自己開発セミナーとは、プロテスタントの「迷走」の産物の一つ」であると述べている。
キリスト教教育研究所を中心に教育実践が行われ、これを民間教育ベンダーや民間教育施設がSTを取り入れ、儲けのいい仕事になった。企業の人事には企業教育や人材開発の専門家はおらず、当時はインターネットもなく、STを行う業者と企業には圧倒的な情報格差があった。「海外発の手法ですけど、やってみませんか？」などの営業トークで、低品質なSTが日本企業で行われた。
日本では1950年代に導入され、1960-70年代に組織開発としてブームになり、企業戦士、モーレツ社員を生み出すために、操作的なアプローチを用いた感受性訓練（ST）がスパルタ社員研修として流行した。企業向け日本流STは、社命によって研修で生きる価値を見つけさせるもので、「『いま、ここ』で企業とつながってる自分を再認識し、会社との一体感を至高体験として感じる」ものだった。企業の人材開発講習に免許などなく、STを理解していなかったり倫理観に問題のある低レベルなトレーナー、ファシリテーターもおり、参加者を大勢の前でつるし上げたり、参加者に自己開示が足りないと言って暴力を振るうなど問題が多発し、昭和43年（1968年）にセミナー中に参加者が自殺している。しかし、犠牲者が現れてからも下火になることなく、企業は研修を求め続け、時代が変わりモーレツ社員が必要なくなるまで続いた。
STによる社員研修は、1970年代にはやや低迷し、2012年時点では衰退している。個人の成長が見られることもあるが、生産性に結び付かず社員研修の目的に合わないこと、操作的なアプローチが招く心理損傷の問題の影響などが、衰退の要因として挙げられている。STの企業のニーズが衰えると、個人向けの自己啓発セミナーが入れ替わるように流行した。低品質なSTと組織開発は混同され、日本で組織開発は低迷した。
学校教育においては、1970年代には学生指導の一環として複数の大学で導入され、南山短期大学人間関係科時代から続く南山大学人間関係研究センターでは、約40年にわたって実践と研究が行われてきた。しかし、全国的には広がっていない。

## 派生
- 自己啓発セミナー
- 組織開発
- コーチング